# Вестердайхштрих
Вестердайхштрих (нем. Westerdeichstrich) — община в Германии, в земле Шлезвиг-Гольштейн. 
Входит в состав района Дитмаршен. Подчиняется управлению КЛьГ Бюзум.  Население составляет 933 человека (на 31 декабря 2010 года). Занимает площадь 7,48 км².
Коммуна подразделяется на 4 сельских округа.

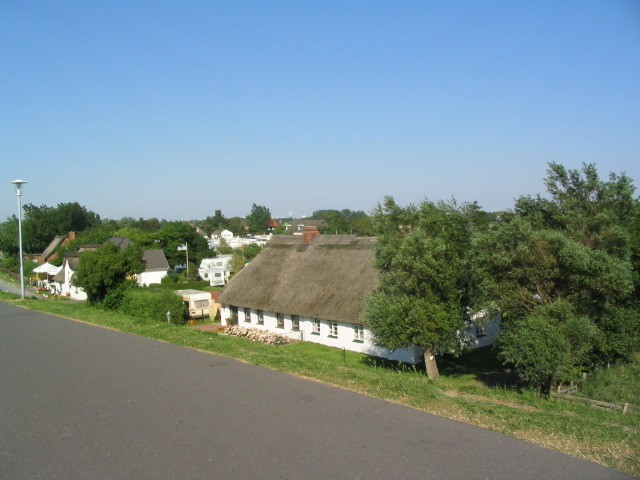
Вестердайхштрих